# Aeshna mixta
Aeshna mixta è una delle più piccole specie di libellula appartenente alla famiglia Aeshnidae.

## Descrizione
È strettamente imparentata con Aeshna juncea ed Aeshna cyanea, ma è più piccola di queste due. Si riconosce questa specie per la sua taglia (56-64 mm) e per macchie e strisce caratteristiche sulle ali.